# Praia do Dafundo
A Praia do Dafundo é uma praia urbana situada na localidade homónima, no concelho de Oeiras, em Portugal. Possui um areal de declive suave, com cerca de 480m de extensão, condicionada por um pequeno cordão dunar. O seu acesso pode ser feito através do Passeio Marítimo de Algés e da Ciclovia Ribeirinha de Algés, estando ligada por estes às praias vizinhas de Algés e Cruz Quebrada. Não possui apoios de praia nem vigilância, tendo uma afluência geralmente reduzida. O seu areal é dividido a meio pela desembocadura da Ribeira da Junça.